# Sickerode
Sickerode là một đô thị thuộc huyện Eichsfeld nước Đức. Đô thị này có diện tích 2 km², dân số thời điểm 31 tháng 12 năm 2006 là 165 người.